# 昇龍堂出版
昇龍堂出版株式会社（しょうりゅうどうしゅっぱん）は、東京都千代田区に本社を置く日本の出版社。
主に中学生向けに、問題集や参考書を作成しており、代表作は「新Aクラス中学～」シリーズである。中高生向けの参考書の他、語学書も出版している。

## 概要
- 沿革　1924年（大正13年）創業
- 代表取締役社長　齋藤亮
- 本社所在地　東京都千代田区神田駿河台2-9